# Veikko Hakulinen
Veikko Johannes Hakulinen (* 4. Januar 1925 in Kurkijoki; † 25. Oktober 2003 in Valkeakoski) war ein finnischer Skilangläufer und Biathlet.

## Geburtsort
Veikko Hakulinens Geburtsort Kurkijoki liegt auf der karelischen Landenge und gehörte seit dem Ende des Zweiten Weltkrieges zur Sowjetunion, heute zu Russland.

## Karriere
Hakulinen war bei den Olympischen Winterspielen 1952 Sieger beim 50-km-Skilanglauf, mit der bemerkenswerten Zeit von 3 Stunden, 33 Minuten und 33 Sekunden. Für die letztlich siegreiche Staffel war er aber nicht aufgeboten worden. Er gewann 1956 die Goldmedaille über 30 km und 1960 Gold mit der finnischen Staffel. Bei den Skiweltmeisterschaften 1954 wurde Hakulinen Weltmeister über 15 km und mit der Staffel, bei den Skiweltmeisterschaften 1958 gewann er die Goldmedaille über 15 km. Dazu kommen je drei Silber- und eine Bronzemedaille bei Olympischen Spielen und Weltmeisterschaften.
Beim Holmenkollen Skifestival siegte er 1953 über 18 und 50 km, 1955 über 50 km und 1957 über 15 km. In den Jahren 1952 bis 1954 gewann er dreimal in Folge den 50-km-Lauf bei den Lahti Ski Games. Im März 1956 errang er den dritten Platz bei diesem Lauf.
Anfang Januar 1956 gewann er den 50-km-Langlauf in Kuopio. Bei finnischen Meisterschaften siegte er dreimal über 50 km (1954, 1957, 1958) und fünfmal mit der Staffel (1954, 1960, 1961, 1963, 1964).
Hakulinen galt in den 1950er und 1960er Jahren neben dem Schweden Sixten Jernberg als erfolgreichster Medaillensammler im Skilanglauf. Die Erfolge der beiden wurden erst in den 1980er und 1990er Jahren durch den Schweden Gunde Svan und den Norweger Bjørn Dæhlie übertroffen. Hakulinen wurde vier Mal zum finnischen Sportler des Jahres gewählt (1952, 1953, 1954, 1960) und erhielt 1955 die Holmenkollen-Medaille.
Zu Beginn der 1960er Jahre wechselte er zum Biathlon und gewann bei der WM 1963 die Silbermedaille mit der Staffel. Hakulinen war von Beruf Förster und nahm auf nationaler Ebene auch an Wettkämpfen im Orientierungslauf, Ski-Orientierungslauf, Geländelauf und Rudern teil. Er starb 78-jährig an den Folgen eines Verkehrsunfalls.

## Erfolge als Skilangläufer

### Olympische Winterspiele
- 1952 in Oslo: Gold über 50 km
- 1956 in Cortina d’Ampezzo: Gold über 30 km, Silber über 50 km, Silber mit der Staffel
- 1960 in Squaw Valley: Gold mit der Staffel, Silber über 50 km, Bronze über 15 km

### Weltmeisterschaften
- 1954 in Falun: Gold über 15 km, Gold mit der Staffel, Silber über 30 km, Silber über 50 km
- 1958 in Lahti: Gold über 15 km, Silber über 50 km, Bronze mit der Staffel

### Sonstige Erfolge
- 1953: Sieg 18 km und 50 km Holmenkollen, 50 km Lathi
- 1955: Sieg 50 km Holmenkollen und Lathi, Rang 2 15 km Cortina
- Sieg 15-km-Langlauf Holmenkollen am 1. März 1957[4]; finnischer Meister; Zweiter 50 km Holmenkollen, Sieg 15 km FIS-Woche Garmisch[5]

### Körpermaße
Er war 1,73 m groß und 68 kg schwer.

## Erfolge als Biathlet
- Biathlon-WM 1963 in Seefeld: Silber mit der Staffel